# Hydroglyphus zanzibarensis
Hydroglyphus zanzibarensis är en skalbaggsart som först beskrevs av Régimbart 1906.  Hydroglyphus zanzibarensis ingår i släktet Hydroglyphus och familjen dykare. Inga underarter finns listade i Catalogue of Life.